# Formica hewitti
Formica hewitti é uma espécie de formiga do gênero Formica, pertencente à subfamília Formicinae.